# Növénytársulás

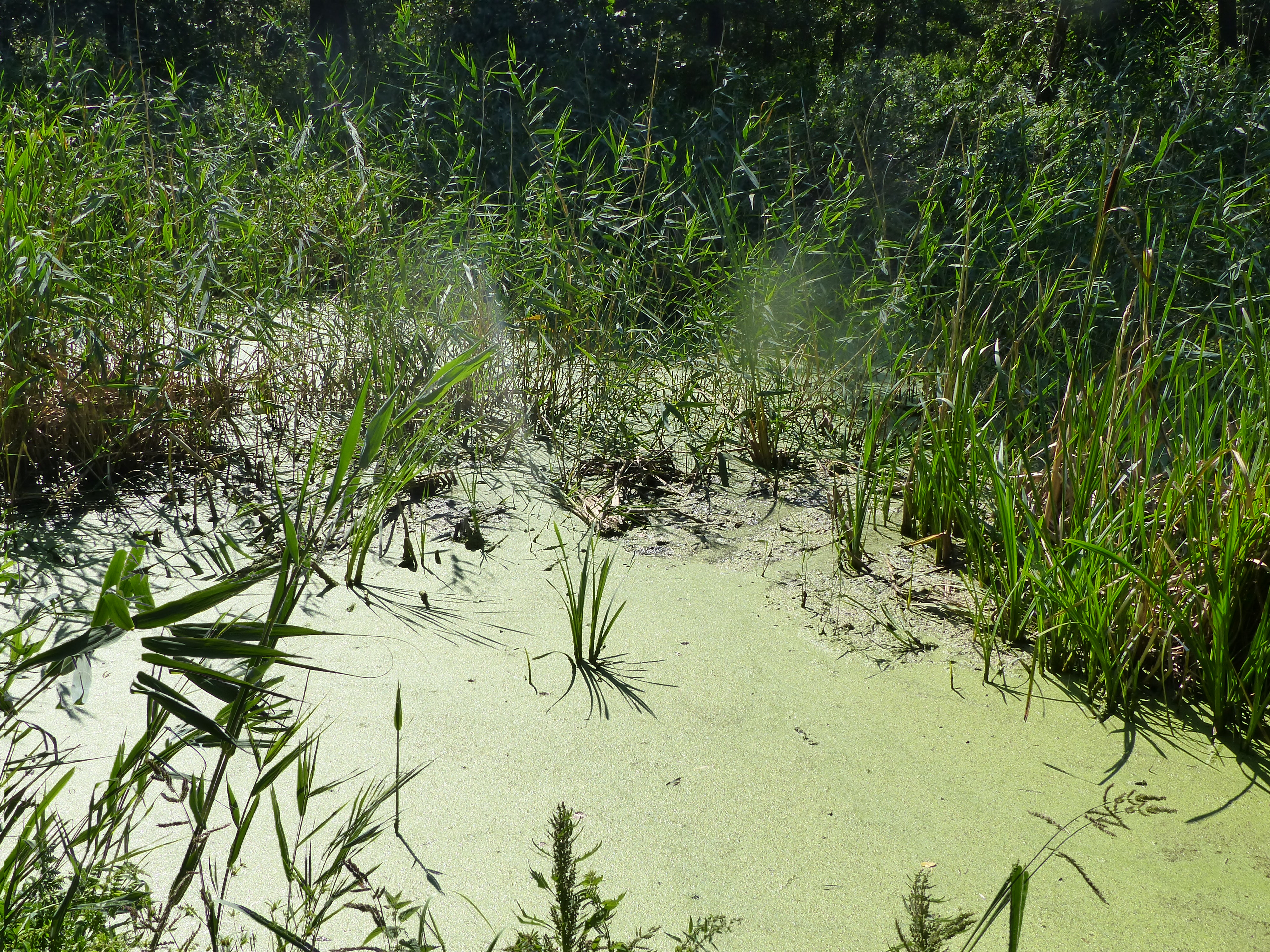
Törpekákás iszaptársulás

A növénytársulás (asszociáció) a vegetáció kisebb területi egységek, tájak növényzeti típusainak részletesebb leírására használt alapegysége. A növényformációktól eltérően a társulások megkülönböztetéséhez nem elegendő a legfelső szint (erdőknél a lombkoronaszint) vizsgálata: az aljnövényzet fajösszetételét is figyelembe kell venni. Az ilyen, komplex fajösszetételekkel leírt asszociációk jellemzői:
- állandó megjelenés (habitus),
- közel állandó fajösszetétel,
- közel állandó környezeti háttér.

A társulások általánosító leírásaiban szereplő szerkezetet, fajösszetételt stb. többnyire — főleg olyan helyeken, ahol nagy a biodiverzitás — leginkább  általánosító absztrakciónak célszerű tekinteni. Az ilyen elvi (ideális) növénytársulás olyan növényközösség, amely:
- térben és időben ismétlődik,
- fajkészlete hasonló,
- meghatározható termőhelyi körülmények között alakul ki,
- a szomszédos társulásoktól elhatárolható.

A természetben tényleg előforduló (reális) növénytársulásoknál:
- a határok elmosód(hat)nak,
- a fajkészlet gyakran átmeneti jellegű,
- a természetszerű állapotot antropogén hatások erősen átalakíthatják.[1]

A növénytársulások vizsgálatára azért van szükség, mert a fő fafajuk (fafajaik) alapján azonos formációba sorolt erdők aljnövényzetének fajösszetétele gyakran heterogén: sokszor jobban függ a talaj típusától, mint a formációtól.
Egy-egy társulás felépítése, szerkezete és fajgazdagsága leginkább három tényezőtől függ:
- termőhely jellegétől (domborzat, mikroklíma, talaj, illetve talajképző üledék),
- a termőhely betelepítésére alkalmas fajok készlete (ez elsősorban a környező területek történetének függvénye),
- a társulás kialakulásához szükséges idő.

Az új termőhelyek betelepülése a szukcesszió, ami a pionír fajok megjelenésével kezdődik; a szukcesszió végeredményei a
klimax társulások.
Az egyes növénytársulások szerkezete, fajszáma rendkívül különböző lehet. Általános tendencia, hogy a vízi társulások laza szerkezetűek, kevés fajjal. A réti társulások kompaktabbak, több fajjal, amelyek közül egyesek egyedszáma igen nagy lehet – ezek az úgynevezett dominanciatársulások. Az új termőhelyek benövése közben többnyire változatos a fajösszetétel, ahogy a szukcesszió különböző fázisaira jellemző fajok, társulások váltják egymást. A stabilizálódott, többszintű klimaxtársulások fajkészlete egyöntetűbb, a társulás szervezettebb, a termőhelyek élesebben elválnak. A Braun-Blanquet-féle növényszociológia korai szakaszában csak ezeket tekintették „valódi” növénytársulásoknak.

## Növénytársulások felvételezése
A növénytársulások felmérésére Európában többnyire a Zürich-Montpellier iskola által bevezetett kvadrát-felvételezést alkalmazzák. E klasszikus módszer mellett a 20. század utolsó harmadától tért hódít az ún. mikrocönológiai felvételezés, amit elsősorban a társulások struktúrájának megállapítására és átmeneteik kimutatására használnak.

## A társulások jellemzésére használt paraméterek

### Analitikus ismérvek
A – Egyedszám (abundancia). Azt fejezi ki, hogy a mintaterületen (kvadrátban) az adott növény hány egyede nő. Skálája öt fokozatú:
1. 1–10 egyed
2. 11–100 egyed
3. 101–1000 egyed
4. 1001–10000 egyed
5. 10000–nél több egyed

D – Borítás (dominancia). Azt fejezi ki, hogy a mintaterület (kvadrát) hány százalékát fedi le az adott növény függőleges vetülete. Skálája hat fokozatú:
1. 0,1–1%
2. 1,1–5%
3. 5,1–25%
4. 25,1–50%
5. 50,1–75%
6. 75,1–100%

Egyes kutatók nem a fenti skálát használják, hanem %-ban adják meg a borítást.
A-D – Egyedszám-borítás (abundancia-dominancia). Josias Braun-Blanquet az 1900-as évek első felében vezette be az egyedszámot és a borítást összevonva alkalmazó paramétert, ami az európai társulástanban általánosan alkalmazott mutatóvá vált. Lényege, hogy borítás (dominancia) becsült értéket az egyedszám (abundancia) függvényében fölfelé vagy lefelé korrigálják. A korrigált érték két szomszédos, kötőjellel kapcsolt természetes szám, amik közül mindig a kisebb áll elöl. Egy-egy ilyen értéket mindig kétféleképpen kaphatunk meg. Az egyedszám-borítás például a következő két esetben lehet 4-5:
a) Az 5-ös borítás értékének csökkentésével, tehát ha a borítás 5 (például 95%-os takarásnál), az egyedszám (abundancia) pedig kicsi (7 egyednél például 1). Ez akkor fordulhat elő, amikor a faj egyedei nagyok, tehát borításuk is nagy, de éppen ezért csak kevés egyed fér el a kvadrátban – ilyen növény például a bükk (Fagus sylvatica).
b) A 4-es borítás értékének növelésével, tehát ha a borítás 4 (például 70%-os takarásnál), az egyedszám (abundancia) pedig nagy (10000-nél több egyedre 5). Ez akkor fordulhat elő, amikor a faj egyedei kicsik, így borításuk is kicsi, viszont a mintaterületen nagyon sokan nőnek (mint például a apró békalencse (Lemna minor). Az A-D érték könnyen, gyorsan és viszonylag kis hibával alkalmazható.
S – Társulásképesség (szociabilitás) – ez azt mutatja, hogy a faj egyedei mekkora csoportokban nőnek. Skálája öt fokozatú: 
1. szálanként,
2. kis csoportokban,
3. foltokban,
4. nagy, összefüggő telepekben,
5. összefüggő, zárt tömegben.

A szociabilitás mérőszámát többnyire az A–D érték után tett pont mögé írják, de használata Magyarországon nem terjedt el.
V – Életképesség (vitalitás) – ez azt mutatja, hogy a társulásban az egyes fajok mennyire képesek végigélni fejlődési ciklusukat. Skálája öt fokozatú:
1. kicsírázó, de tovább nem fejlődő növények,
2. vegetatív úton gyengén fejlődő, szaporodásra nem képes növények,
3. vegetatív úton mérsékelten fejlődő, gyengén szaporodó növények,
4. vegetatív úton jól fejlődő és erőteljesen szaporodó növények, amik akár virágozhatnak is, de termést nem érlelnek,
5. teljes életciklusukat végigélő, tehát termést is érlelő növények.

A vitalitás felhívhatja a figyelmet a környezet változásaira. Ha egyes gyomnövények vitalitása megnő (például 1-ről 3-ra), a társulás karakterfajainak vitalitása pedig csökken (például 5-ről 3-ra), az azt jelzi, hogy leromlóban van a társulás természetszerű állapota. Ha viszont a gyomnövények vitalitása csökken és a karakterfajok vitalitása nő, akkor a társulás természetszerű állapota javul.

### Szintetikus ismérvek
K – Állandóság (konstancia) – azt fejezi ki, hogy az adott fajt a társulásról készített cönológiai felvételek közül hányban figyelték meg. A növényeket állandóságuk szerint öt konstancia-osztályba soroljuk, és ezeket római számokkal jelöljük:
- K I:	1–20%	(akcidens fajok)
- K II:	21–40%	(szubakcesszórikus fajok)
- K III: 41–60%	(akcesszórikus fajok)
- K IV:	61–80%	(szubkonstans fajok)
- K V:	81–100%	(konstans fajok)

A társulások felépítésében a konstans (K V) és szubkonstans (K IV) fajok játszanak jelentős szerepet; ezeket használjuk a társulások jellemzésére. A konstancia-osztályok eloszlását gyakran grafikusan ábrázolják. Az e görbe az elég pontosan átkutatott, természetszerű állapotú növénytársulásoknál jellemzően kétmaximumos úgy, hogy az egyik csúcs az akcidens (K I), a másik pedig a konstans (K V) fajoknál tűnik fel. A görbe tehát „visszakunkorodik”. akkor van jól kikutatva. Módszertani hibára figyelmeztet, ha az akcidens (K I) elemek mellett a másik csúcs az akcesszórikus fajoknál (K III) található. Ilyenkor a kvadrátok vagy túl kicsik, vagy kvadrátok különböző társulásokból származnak (a felvétel anyaga heterogén). Ha a konstancia-osztályok gyakorisága az akcidens fajoktól (K I) a konstans elemekig (K V) fokozatosan csökken, az arra utal, hogy a társulás fajkészlete valamilyen környezeti tényező változása (például a talajvíz szintjének csökkenése) miatt elszegényedett, és ezért kevés a konstans faj.
F – Gyakoriság (frekvencia) – ez gyakorlatilag ugyanaz, mint az állandóság, ezért a skálájuk is egyezik. Az eltérés tisztán módszertani: a gyakoriságot egyetlen állományban felvett kvadrátokból számoljuk.
Előnyben részesítés (preferencia). A fajok túlnyomó részének fentebb sorolt paraméterei meglehetősen eltérőek a különböző társulásokban – más szavakkal: az egyes fajok eltérő mértékben kedvelik (preferálják) az egyes növénytársulásokat. Nulla a preferencia, ha a növény minden társulásban előfordul – de ilyesmi természetesen csak elméletileg létezhet: nincs olyan növény, ami a hínár közt és a sivatagokban is nőne. A társulásközömbös fajok sok asszociációban megélnek, azaz preferenciájuk kicsi – erre közismert példa a gyermekláncfű (Taraxacum officinale), amely gyomként a legtöbb hazai szárazföldi társulásban előfordulhat.
Maximális a preferencia, ha a növény csak egyetlen társulásban él. Ez ritka eset, ami főleg bennszülött fajoknál fordulhat elő – egy hazai példa erre a pilisi len (Linum dolomiticum), ami csak dolomit-sziklagyepekben él.
A preferencia a cönológiai affinitás és a fidelitás (hűség) eredménye.

## Struktúra
Egy-egy társulás különböző részein térben és részben időben is más-más fajok válnak jellemzővé, illetve uralkodóvá. Ennek mintázata a társulás struktúrája, aminek számos dimenzióját különböztetik meg. A legáltalánosabbak:

### Függőleges struktúra
A függőleges struktúra a populációk függőleges (vertikális) elrendeződése. Oka a fényért vívott verseny. A hazai lomberdők szintjei:
- lombkoronaszint,
- cserjeszint,
- gyepszint,
- mohaszint,
- gyökérszint,
- folyondárszint — a mérsékelt égövön jellemzően a galériaerdőkben,
- epifitonszint — jellemzően a trópusi esőerdőkben.

Egyes típusú szintből (leginkább a gyepszintből és a lombkoronaszintből) több is lehet. Így például a gyertyános–tölgyes erdők fölső lombkoronaszintje a tölgyeké (Quercus spp.), az alsó a gyertyánoké (Carpinus betulus).
Az egyszerűbb, kezdetlegesebb társulások (például hínárok, sziklahasadékok növényzete) kevés szintből és kevés fajból állnak. Megesik, hogy valamelyik egyszintű társulás egy bonyolultabb felépítésű közösség alárendelt szintjeként jelenik meg (így egy hínártársulás lehet a láperdő gyepszintje, a havasokban cserjés társulásokat alkotó áfonyák a mi éghajlatunkon a savanyú talajú lombos erdők vagy fenyvesek gyepszintjeként élnek stb.).

### Vízszintes struktúra
A vízszintes struktúra a populációk vízszintes (horizontális) elrendeződése. Oka a kedvező tulajdonságú talajokért (nedvességért, kedvező kémhatásért, tápanyagokért stb.) vívott verseny, aminek következménye a társulás mintázata, a mozaikosság („pattern”).

### Időbeli struktúra
A populációk működése időszakos, méghozzá úgy, hogy az egyes fajok fenofázisai (lombfakadás, virágzás, termésérlelés, lombhullás stb.) eltérő periódust követnek főleg a besugárzás (fény és hő) hatásaihoz alkalmazkodva. Ennek eredményeként a társulás megjelenése évszakosan változó. A több éves periódusú változások külső és belső okok együttesének eredményei.

#### Aszpektus
Az aszpektus a társulás „képe”, megjelenése egy adott vegetációs periódusban (például kora tavasszal, nyáron vagy ősz elején).

#### Fluktuáció
A társulásalkotó fajok arányának több éves periódusú változása a fluktuáció (hullámzás).

## A növénytársulások kialakulása
A természetes növénytársulások felépítése, szerkezete és fajgazdagsága számos tényezőtől függ. A fontosabbak:
- a termőhely jellege (domborzat és az abból adódó mikroklíma),
- a termőhely közege (talajképző üledék; talaj, illetve iszap; víz),
- a rendelkezésre álló fajkészlet,
- a társulás kialakulásához szükséges idő.

A fajkészlet kialakításában meghatározó a táj története. Ez természetes növénytársulásoknál a természeti adottságok változását jelenti, az antropogén társulásoknál pedig a főleg területhasználat változásait. A történeti különbségek úgynevezett vikariáns (egymást helyettesítő társulásokat alakítanak ki. Ilyenek például:
- a bükkösök és a melegkedvelő tölgyesek egymást helyettesítő társulásai az Északi- és a Dunántúli-középhegységben, illetve a Nyugat- és Dél-Dunántúlon,
- a homokpusztai növénytársulások a Nyírségben, a Duna–Tisza-közén, a Kisalföldön és Belső-Somogyban.

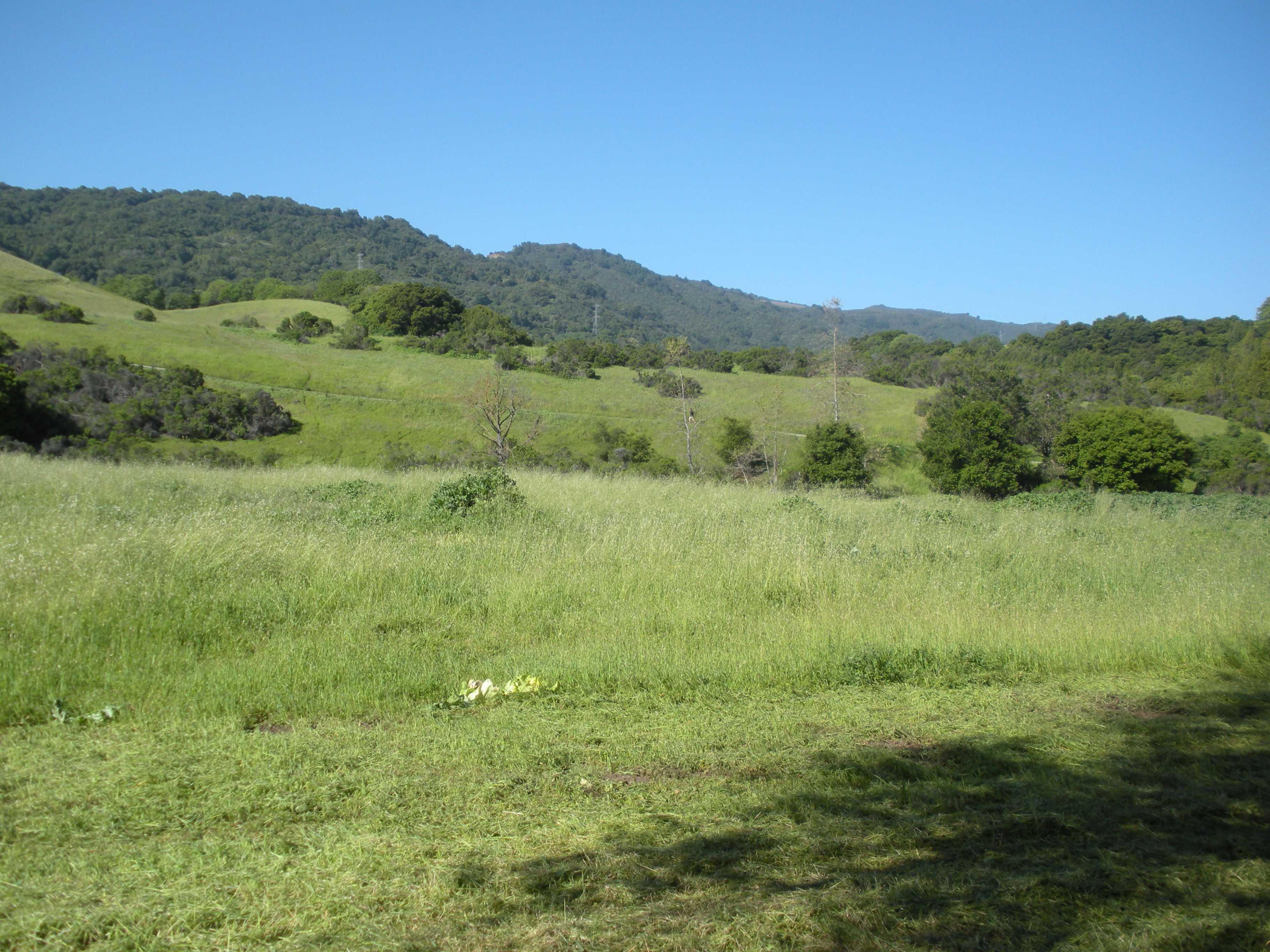

## A növénytársulások átalakulása
A növénytársulások egymásba átalakulása, illetve a korábbi termőhely megsemmisülése (pl. erdőtűz, holtág kiszáradása) utáni kialakulása a szukcesszió. Ennek legismertebb formája az éppen ezért gyakran a szukcesszió szinonímájaként használt beerdősülés. A folyamatban különböző jellegű társulások követik egymást:
- pionír (kezdő, úttörő) társulások;
- átmeneti társulások,
- klimax (záró) társulások
  - valódi klimax,
  - szubklimax,
  - paraklimax

állapotokkal.

## Vegetációzónák és zonalitás
A föld éghajlati öveinek megfelelően az Egyenlítővel többé-kevésbé párhuzamos növényzeti zónák is kialakultak. Az egyes növényzeti övek éghajlata a makroklíma; az annak megfelelő, azzal egyensúlyban lévő növénytársulás a zonális társulás. A zonális növénytársulások jellemzően a többé-kevésbé vízszintes, belvízmentes felszíneken fordulnak elő. A Kárpát-medence jellemző zonális növénytársulásai:
- az Alföldön tatár juharos lösztölgyes,
- 200–400 m között cseres-tölgyes,
- 400–600 m között gyertyános–tölgyes,
- 600–800 m között szubmontán bükkös,
- 800–1000 m között montán bükkös.

A klímazonális növénytársulások között extrazonális, intrazonális és azonális növénytársulások fordulnak elő, de e fogalmak meghatározása nem (mindig) egyértelmű.
Soó Rezső (1965), Borhidi Attila (2003) és Kevey Balázs (2008) nyomán az intrazonálisnak az olyan asszociációkat tekintjük, amelyek sehol sem állnak össze önálló zónává, de kötődnek valamely éghajlati övhöz. Az egyes növényzeti zónáknak többnyire megvannak a maguk jellemző intrazonális társulásai; így például a bükkös övben a szurdokerdők, az erdős sztyepp övben a sziki tölgyesek jelennek meg rendszeresen. Ebbe a csoportba tartozik a legtöbb sziklás és sziklatörmelékes talajú társulás (nyílt sziklagyepek és zárt sziklagyepek, hársas törmeléklejtő-erdők, hárs-kőris sziklai sztyepperdők, elegyes karszterdők, sziklai bükkösök, hársas-berkenyések stb.).
Az azonális társulások több klímazónában is előfordulhatnak — persze nem mindegyikben, de gyakran meglehetősen eltérő éghajlati viszonyok között. Ilyenek például a nádasok a boreális tajgaövtől a lombhullató erdők övén át a szubtrópusokig. Egyéb, erősen vízhez kötődő társulások: mocsarak, lápok, láperdők, ligeterdők.
Azokat a „saját” éghajlati zónájukon kívül megjelenő növénytársulásokat, amelyek kialakulásának fő oka a mezoklíma, extrazonális társulásoknak nevezzük; Ezek jellemzően hegyvidékek északi, illetve déli lejtőin fordulnak elő, így például a Balkán-félszigeten zonális molyhos tölgyes Magyarországon extrazonális helyzetben, a Mecsek és a Magyar-középhegység déli lejtőin nő.
Az intrazonális és az azonális társulások egyaránt a sajátos, környezetüktől eltérő talajtani tényezők (a talajképző üledék összetétele, a talajvíz mélysége) eredményei.Az ilyen társulásokat közös néven edafikus asszociációknak nevezzük.
Természetesen vannak olyan határesetek, amikor nem könnyű eldönteni, hogy egy társulás extrazonális, intrazonális vagy azonális-e. Ilyenek például a Nagyalföld erdős sztyepp és zárt tölgyes zónájában, a síksági gyertyános-tölgyesek, amelyek ott nőnek, ahol a talajvíz szintje viszonylag magas.
Amint a fenti összesítésből is kiviláglik, a Kárpát-medence zonális növénytársulásai alapvetően erdőtársulások. A fátlan növénytársulások közül klímazonálisnak csupán a löszpusztagyepek apró, erdőkkel váltakozó foltjait (az erdős sztyeppeket) tekinthetjük; Magyarország természetes, illetve féltermészetes fátlan növénytársulásainak döntő többsége edafikus, orografikus (domborzati) vagy antropogén hatásra jött létre; legtöbbjüket az emberi tevékenységek:
- kaszálás,
- legeltetés

hozták létre, illetve tartják fenn. Az antropogén növénytársulások kialakulásának fő oka a növénytermesztés.

## A zonalitás
Ahol a környezeti tényezők hirtelen változnak, a növénytársulások is gyorsan váltják egymást; ez a jelenség a zonalitás. Jó példája ennek a feltöltődő tavak növényzete, ahol a nyílt víztükörtől távolodva a következő növénytársulások követhetik egymást:
- lebegő hínár,
- gyökerező hínár,
- nádas,
- magas sásos,
- zsombékos,
- rekettyefüzes lápi cserjés,
- égeres láperdő,
- égerliget,
- tölgy-kőris-szil liget,
- gyertyános-tölgyes,
- zárt száraz tölgyes,
- nyílt száraz tölgyes (erdős sztyepp).

## Növénytársulások Magyarországon
Hazánkban 470 növényasszociációt tartanak nyilván. Ezek közül természetes vagy féltermészetes 350 társulás, antropogén 120 és ezek közül gyomtársulás 114. Ezeket alapvetően Borhidi Attila, 2003: Magyarország növénytársulásai c. műve szerint ismertetjük.

### Magyarország erdőtársulásai
1. lomblevelű erdők négy társulástani osztállyal:
- folyóparti füzesek (Salicetea purpureae Moor 1958),
- láperdők és lápcserjések (Alnetea glutinosae Br.-Bl. & Tx. ex Westhoff & al. 1946),
- mezofil lombos erdők (Querco-Fagetea Br.-Bl. & Vlieger in Vlieger 1937 em. Borhidi 1996),
- szubmediterrán és szubkontinentális xeroterm erdők (Quercetea pubescentis (Doing 1955) Scamoni & Passarge 1959).

2. tűlevelű erdők és rokon társulások három társulástani osztállyal:
- xeroterm fenyvesek (Erico-Pinetea I. Horvat 1959),
- kontinentális xeroterm fenyvesek (Pulsatillo-Pinetea Oberd. in Oberd. et al. 1967)
- hegyvidéki tűlevelű erdők (Vaccinio-Piceetea Br.-Bl. in Br.-Bl. et al. 1939).

3. Haszonfaültetvények és származéktársulásaik egy társulástani osztállyal:
- akácosok (Robinetea Jurko ex Hadač & Sofron 1980).

### Magyarország fátlan növénytársulásai
A társulásokat a Raunkiær-féle életforma-osztályozás szerint csoportosítjuk.

#### Vízi növénytársulások
A vízi (hydrophyta) növénytársulásokban alámerült vagy a víz felszínén úszó növényfajok vesznek részt. Egyes, alámerült növények a vízben lebegnek, mások legyökereznek az aljzatban.
A Kárpát-medence vízi növénytársulásainak fő típusai a hínárosok:
- felszíni lebegőhínárok (Lemnetea társulásosztály):
  - kisbékalencse-hínáros (Lemno-Spirodeletum),
  - vízidarahínáros (Wolffietum arrhizae),
  - vízipáfrányos (Salvinio-Spirodeletum),
  - rence-békalencse hínáros (Lemno-Utricularietum),
  - kolokános (Hydrochari-Stratiotetum);
- legyökerező hínárok (rögzült hínárok, Potametea társulásosztály)
  - sulymos (Trapetum natantis),
  - tündérrózsa-vízitök hínáros (Nymphaeetum albo-luteae),
  - békaszőlőhínáros (Potamogenetum natantis),
  - süllőhínáros–békaszőlőhínáros (Myriophyllo-Potamogetonetum),
  - átokhínáros (Elodeetum),
  - víziboglárka hínáros (Ranunculetum fluitantis).

#### Mocsári növénytársulások
A mocsári (helophyta) fátlan növénytársulások (Phragmitetea asszociációosztály) fő típusai:
- nádasok (nádas mocsarak, Phragmitetalia rend):
  - nádas (Scirpo-Phragmitetum),
  - békabuzogányos (Sparganietum erecti),
  - harmatkásás (Glycerietum maximae),
  - télisásos (Cladietum marisci);
- magassásosok:
  - zsombéksásos (Caricetum elatae),
  - magassásos (Caricetum acutiformis-ripariae),
  - élessásos (Caricetum gracilis),
  - rókasásos (Caricetum vulpinae),
  - semlyéksásos (Carici-Menyanthemum),
  - pántlikafüves (Carici-Typhoidetum);
- iszaptársulások:
  - csetkáka-palkasásos (Eleochari-Caricetum bohemicae),
  - békaszittyós (Cypero-Juncetum bufonii)
  - rizsföldi törpekákás (Eleochari aciculari-Schoenoplectetum supini);
- mocsárrétek:
  - alföldi mocsárrét (Agrostetum stoloniferae),
  - dunántúli mocsárrét (Deschampsietum caespitosae),
  - ártéri mocsárrét (Alopecuretum pratensis);
- láprétek:
  - üde láprét (Caricetum davallianae)
  - kiszáradó láprét (Molinietum coeruleae)
- lápok:
  - felláp (Eriophoro vaginati-Sphagnetum),
  - alláp,
  - forrásláp.

#### Magaskórós növénytársulások és üde kaszálórétek
A vízkedvelő (higrofita) magaskórós társulások és az üde kaszálórétek a vízzel jól ellátott termőhelyeken alakulnak ki.
A magaskórós társulások növényei a kaszálásra és a legeltetésre is érzékenyek. Két szintben nőnek: az egyikben a magas termetű, a másikban az alacsony, elfekvő szárú növények. Ismertebb társulásaik:
- Petasitetum hybridi,
- Filipendulo-Geranietum palustris.

Az üde kaszálórétek a több évszázados rendszeres kaszálás eredményeként alakultak ki. Leggyakoribb fajtájuk a franciaperjés kaszálórét (Arrhenatheretum elatioris).

#### Közepes vízellátású növénytársulások
A közepes vízigényű (mezofita) növényekből álló fátlan társulások típusai:
- hegyi rétek,
- hegyvidéki sovány gyepek
- csarabosok,
- szőrfűgyepek,
- hegyi kaszálórétek.

A hegyi rétek hegy- és dombvidékeinken az egykori bükkösök vagy gyertyános–tölgyesek helyén, barnaföldön vagy barna erdőtalajon a rendszeres kaszálás hatására alakultak ki. Ismertebb társulásaik:
- veres csenkeszes hegyi rét (Cynosuro-Festucetum rubrae),
- kankalinos-franciaperjés rét (Primulo-Arrhenatheretum).

A hegyvidéki sovány gyepek ugyancsak az egykori bükkösök vagy gyertyános–tölgyesek helyén, de erősen savanyú talajokon jöttek létre – az előző típushoz hasonlóan a rendszeres kaszálás vagy legeltetés hatására. Két leggyakoribb társulásuk:
- a hegyi szárazrét (Agrostietum capillaris) és
- a szőrfűgyep.

A csarabosok (Calluno-Genistetum germanicae) Magyarországon a mészkerülő tölgyesek és a bükkösök kilúgozott, tápanyagszegény, savanyú talajain, erdőirtás és legeltetés hatására alakultak ki. A társulás közeli rokonai az Észak- és Nyugat-Európában gyakori fenyérek (avagy Heide-növényzet).
A löszpusztagyepek – amint erre félrevezető elnevezésük is utal – uralkodóan kőzetlisztből álló üledékeken (tehát messze nem csak löszön, hanem iszapon is) alakultak ki a holocén időszak fenyő–nyír, illetve mogyoró korában; a hűvösebb, csapadékosabb bükk korban jó részük erdős sztyeppé alakult át. Kiváló csernozjom talajukat szinte mindenhol a mezőgazdaság hasznosítja, ezért egykori, nagy elterjedési területükből (főként a Tiszántúlon és a Duna–Tisza közén és az Északi-középhegység déli hegylábain voltak gyakoriak) csak apró, szigetszerű foltok maradtak meg földvárakon, kunhalmokon, megye- vagy községhatárok mezsgyéin, löszfalak peremein. Jellemző társulásaik:
- zsályás löszpusztarét (Salvio-Festucetum rupicolae),
- csillagpázsitos – réti perjés löszlegelő (Cynodonto-Poetum angustifoliae),
- törpemandulás (Amygdaletum nanae).

#### Pusztai növénytársulások
A szárazságtűrő (xerophyta) pusztai növények többnyire zárt társulásai jellemzően kontinentális éghajlaton alakulnak ki. Fajaik között gyakoriak a pázsitfüvek. Föld fölötti szerveik a száraz évszakban elhalnak. Gyakoriak közöttük a hemikriptofiton (félig rejtve telelő), geofiton (föld alatti raktározó szervű) és terofiton (egyéves) fajok. A változatos talaj- és domborzati viszonyok, az utóbbiakból adódó mikroklímák hatására igen sokféle, fajgazdag társulás alakul ki. Ezek fő típusai termőhely szerint bontva:
- löszpusztagyepek,
- homoki gyepek,
- sziki gyepek,
- sziklagyepek,
- lejtősztyeppek,
- sztyepprétek.

A növénytársulástani felosztás szerint ezek az életközösségek két nagy rendszertani egység:
1. kontinentális sziknövényzet 3 osztállyal:
- - kontinentális sziki szukkulens és egyéves tófenék-vegetáció (Thero-Suaedetea Vicherek 1973 em. Borhidi, 2003),
  - szikes puszták (Festuco-Puccinellietea Soó 1968 em. Borhidi 2003 hoc loco),
  - szikes rétek (Scorzonero-Juncetea gerardii (Vicherek 1973) Golub et al., 2001), valamint a

2. pionír és száraz gyepek 2 osztállyal:
- - mészkerülő pionír gyepek és atlantikus típusú homoki vegetáció (Koelerio-Corynephoretea Klika in Klika et Novák 1941)
  - száraz és félszáraz sziklai és pusztai gyepek (Festuco-Brometea Br.-Bl. & R. Tx. ex Klika et Hadač, 1944)

kategóriáiba esik.
1. A kontinentális sziknövényzet szélsőséges termőhelyek fajszegény, többnyire laza szerkezetű, nyílt lágyszárú növényzete. A növényzet fő korlátozó és szelekciós tényezője a talaj sótartalma (főleg a nátriumsók: nátrium-klorid, nátrium-szulfát és nátrium-karbonát szaporodnak fel. A sós és szikes talajok két nagyobb területen alakultak ki:
- a tengerpartokon és
- a kontinensek belső, száraz területein.

2. A pionír és száraz gyepek két osztálya a mészmentes, illetve meszes talajképző üledékek gyeptársulásait öleli fel.